# 高木登
高木 登（たかぎ のぼる、1968年7月6日 - ）は、日本の男性脚本家。東京都出身。放送大学卒業。日本シナリオ作家協会会員。
1999年、『ストーカーズ・ア・ゴーゴー』で第11回フジテレビヤングシナリオ大賞佳作受賞。2000年、『ようするにわたしたちは愛しあっている』で第9回シナリオ作家協会新人シナリオコンクール準佳作受賞。
2007年まで劇団「机上風景」の座付き作家（同年6月に退団）。2009年演劇ユニット鵺的（ぬえてき）を旗揚げ。主宰。

## 参加作品

### 映画
- CROSS（大森美香監督と共同脚本）
- 予言（鶴田法男監督と共同脚本）

### テレビドラマ
- Vの嵐シリーズ（脚本）
- ほんとにあった怖い話シリーズ（脚本）
- 怪談百物語 雪女（三宅隆太と共同脚本）
- ウルトラQ dark fantasy 李里依とリリー（脚本）
- 劇団演技者。 レプリカ（脚本）
- ウルトラマンマックス 地底からの挑戦（脚本）
- ケータイ捜査官7 URL（脚本）

### アニメ
2003年
- TEXHNOLYZE（脚本 #7・8・11・13・16・19）

2004年
- 恋風（シリーズ構成、全13話脚本）

2005年
- 地獄少女（脚本 #12・14・23）

2006年
- 地獄少女 二籠（脚本 #6・11・18）

2007年
- BACCANO! -バッカーノ!-（シリーズ構成、全16話脚本）

2008年
- 地獄少女 三鼎（脚本 #5・11・16・24）
- 夏目友人帳（脚本 #4・8）

2009年
- 続 夏目友人帳（脚本 #4・9・11）

2010年
- デュラララ!!（シリーズ構成）
- 屍鬼（脚本 #8・12・20.5）

2011年
- C（シリーズ構成）

2012年
- 黒子のバスケ（シリーズ構成）
- さんかれあ（シリーズ構成）
- となりの怪物くん（シリーズ構成）

2013年
- 進撃の巨人（脚本 #8・12・13・19・21・22）
- 黒子のバスケ（第2期、シリーズ構成）

2015年
- デュラララ!!×2 承（シリーズ構成）
- 黒子のバスケ（第3期、シリーズ構成）
- デュラララ!!×2 転（シリーズ構成）

2016年
- デュラララ!!×2 結（シリーズ構成）
- Occultic;Nine -オカルティック・ナイン-（脚本 #1・2・3・6）

2017年
- 地獄少女 宵伽（脚本 #3）
- 将国のアルタイル（シリーズ構成）
- 十二大戦（脚本 #4）

2018年
- ゴールデンカムイ（シリーズ構成）
- 銀河英雄伝説 Die Neue These（シリーズ構成）

2019年
- とある科学の一方通行（脚本 #4）

2020年
- 虚構推理（シリーズ構成、脚本 #1）
- キングダム（第3シリーズ、-2021年、シリーズ構成）
- ゴールデンカムイ（第三期、シリーズ構成）

2022年
- キングダム（第4シリーズ、シリーズ構成）

2023年
- 虚構推理 Season2（シリーズ構成）
- アンデッドガール・マーダーファルス（シリーズ構成・脚本）

2024年
- キングダム（第5シリーズ、シリーズ構成）
- メタリックルージュ（脚本 ＃5、#8）

時期未発表
- 黄泉のツガイ（シリーズ構成）

### ドラマCD
- バッカーノ! フィーロ・プロシェンツォ、ピエトロ・ゴンザレスの五十三回目の死を目撃す（脚本）
- 夏目友人帳DVD特典ドラマCD・君去りし、後（脚本）

### 舞台
- 暗黒地帯
- 不滅
- カップルズ
- 荒野1/7
- 幻戯
- この世の楽園
- 毒婦二景
- 丘の上、ただひとつの家